# Link. Idee per la televisione
Link. Idee per la televisione è un periodico di comunicazione televisiva, curato dal marketing strategico di Mediaset/RTI. Dal 2016, un sito integra i contenuti della rivista con aggiornamenti settimanali.

## Link. Idee per la televisione
Il periodico, rivolto a un pubblico di professionisti e di appassionati di media e televisione, intende coniugare il punto di vista degli addetti ai lavori con le ricerche in campo accademico e le novità italiane e internazionali. Nato nel 1998 come newsletter interna a Mediaset, voluta da Davide Rampello e sviluppata da Alberto Sigismondi, dal 2002 Link è venduto in libreria.
Ogni numero ha una cover story, che sviluppa un singolo tema significativo attraverso approfondimenti, cronologie, interviste, confronti. Nel corso degli anni, Link ha dato spazio ad argomenti come la musica "fuori e dentro la tv" (2002), l'audience e la sua misurazione (2003), il cinema e i suoi usi sul piccolo schermo (2004), il calcio e le modalità del suo racconto (2006), il pubblico e la sua evoluzione (2007), l'informazione televisiva e non solo (2008), il remix e il riuso dell'archivio (2009), la crisi economica e le sue opportunità (2009), il rapporto tra media e religione (Vedere la luce, 2010), l'infografica e la data visualization (Decode or Die, 2011), le sfide imposte del digitale (La tempesta, 2012), la crisi dei media in Grecia e la gamification (Insert Coin / Game Over, 2012), i vizi capitali e i media (Vizi Capitali, 2013), gli autori delle serie tv (Serial Writers, 2013 e Autori Seriali, 2018), il nazionalpopolare (Quel che resta del nazionalpopolare, 2014), la tv via cavo di Milano 2 da cui è nata Canale 5 (TeleMilano 58, 2014), la comicità in televisione (Comedy, 2015), la "tv della gente" e il factual (Gente dovunque, 2015), le telenovelas nel mondo (Telenovela Oggi, 2016), i nuovi mercati della produzione audiovisiva (Distretti produttivi emergenti, 2017), il fallimento nell'industria creativa (Flop, 2018), il mercato della musica (Music Biz, 2021), le nuove metriche di misurazione dei consumi (Metrix, 2022), gli anni delle piattaforme (Mediamorfosi 3, 2023). Con un'attenzione costante per gli aspetti e le applicazioni televisive, ma senza dimenticare altri mezzi di comunicazione, settori, approcci.
I Link Focus sono numeri speciali: è stato il caso di Mediamorfosi (2006), dedicato ai cambiamenti della tv digitale, e di Telefilm (2007), che si concentra sul fenomeno della serialità televisiva. Nel 2009, la testata diventa Link Mono: il primo numero è Bla bla bla. Parlare di televisione, dedicato ai discorsi e alle retoriche con cui si affronta il piccolo schermo; il secondo (2010) è Ripartire da Zero. Televisioni e culture del decennio, che rilegge gli anni Zero alla luce dei cambiamenti (e delle costanti) in televisione e nel sistema dei media; il terzo (2011) è Marshall McLuhan, che in occasione del centenario dalla nascita dà una lettura inedita alle teorie e alla figura del grande studioso di media.
Tra le firme che hanno scritto e scrivono per Link, compaiono nomi come Mark Andressen, Carlo Antonelli, Stefano Bartezzaghi, Violetta Bellocchio, Matteo Bordone, Michele Boroni, danah boyd, Gianni Canova, Carlo Alberto Carnevale Maffé, Francesco Casetti, Leonardo Chiariglione, Fabio Cleto, Fausto Colombo, Maurizio Costanzo, Antonio Dini, Giancarlo Dotto, John Ellis, Maurizio Ferraris, Carlo Formenti, Carlo Freccero, Giampiero Gramaglia, Aldo Grasso, Matteo Guarnaccia, Henry Jenkins, Andrea Lissoni, Gianluca Nicoletti, Peppino Ortoleva, Gregorio Paolini, Stefano Pistolini, mons. Gianfranco Ravasi, Antonio Ricci, Gianluigi Ricuperati, Federico Sarica, Raf Valvola Scelsi, Massimo Scaglioni, Alessio Signorini, Matteo Stefanelli, Tommaso Tessarolo, Marco Vecchia, Ugo Volli, Alessandro Zaccuri.
Tra le interviste, spiccano quelle a Jonathan Ames, Piero Angela, Stefano Boeri, David Cronenberg, Douglas Coupland, Milena Gabanelli, Greg Garcia, Marco Giusti, Hagai Levi, Massimiliano Magrini, Eric McLuhan, Lars von Trier, Gianni Riotta, Walter Siti, Davide Toffolo, Matthew Weiner e John Wells, a cui vanno aggiunti numerosi responsabili di rete, giornalisti, autori e altri protagonisti della televisione.

## Link Ricerca
Accanto alla rivista, Mediaset/RTI ha pubblicato anche alcuni volumi monografici sul mezzo televisivo.
Tra di essi, si possono segnalare alcuni testi di impronta accademica:
- Televisione convergente. La tv oltre il piccolo schermo (2010), a cura di Aldo Grasso e Massimo Scaglioni, racconta, seguendo le storie di dodici programmi, come sono cambiati la produzione e il consumo televisivo con il digitale, il web e i nuovi linguaggi;
- Tracce. Atlante warburghiano della televisione (2010), a cura di Fausto Colombo, ricostruisce attraverso mappe e percorsi la storia culturale della televisione, applicando al piccolo schermo il modello pensato da Aby Warburg per la storia dell'arte;
- Valori di cartone. Esperienze e personaggi dell'animazione televisiva (2009), a cura di Manuela Malchiodi, una ricerca condotta dall'Osservatorio di Pavia che cerca di far luce sui temi, i personaggi e i valori presenti nei cartoon;
- Mondi seriali. Percorsi semiotici nella fiction (2008), a cura di Maria Pia Pozzato e Giorgio Grignaffini, una raccolta di saggi sulla serialità televisiva americana, italiana ed europea scritti da docenti universitari di semiotica e da addetti ai lavori (tra cui Carlo Freccero e Umberto Eco);
- La serie Mediamorfosi a cura di Federico di Chio (2006, 2017, 2023);
- Successi culturali e pubblici generazionali (2007), a cura di Piermarco Aroldi e Fausto Colombo, che presenta i risultati di una ricerca dell'Osservatorio sulla comunicazione dell'Università Cattolica di Milano sul rapporto tra i prodotti culturali di successo e l'appartenenza del loro pubblico a generazioni differenti;
- Mercanti di (bi)sogni (2003), di Angelo Zaccone Teodosi, Flavia Barca e Francesca Medolago Albani, sugli aspetti politici ed economici dei grandi gruppi mediali europei;
- Culti tv. Il tubo catodico e i suoi adepti (2002), a cura di Ugo Volli, che raccoglie l'analisi semiotica di alcune trasmissioni di culto come X-Files e Mai dire gol.

Un secondo filone è quello videografico:
- Video Sign. L'immagine coordinata delle televisioni nel mondo (2009), a cura di Mirko Pajé e Carlo Branzaglia, analizza il tema della corporate identity attraverso una selezione di casi internazionali;
- Video Identity. L'immagine coordinata delle reti Mediaset (2007), a cura di Mirko Pajé e Carlo Branzaglia, si concentra sull'evoluzione dei marchi, degli "stacchetti" e degli altri elementi grafici e visuali delle singole emittenti Mediaset;
- Videologo. Vent'anni di marchi per la televisione (2004), degli stessi autori, racconta la storia di Mediaset attraverso le immagini delle sigle dei suoi programmi più rappresentativi.

Caso a parte è Light from the Box / Oltre lo schermo (2006), di Franco La Cecla, Stefano Savona e Piero Zanini: una riflessione fotografica sull'impatto della televisione nel mondo, con reportage in India, Kurdistan ed Egitto.